# Guerras Ferroviarias
Las Guerras ferroviaras (en Inglés: Railroad Wars)fueron rivalidades comerciales entre las 
principales compañías ferroviarias estadounidenses, que ocurrieron con frecuencia en la Historia de Estados Unidos. Aunque por lo general eran poco más que disputas legales dentro de una sala de audiencias, a veces se convertían en conflictos armados. Ha habido competencia entre las compañías ferroviarias desde el comienzo del ferrocarril en los Estados Unidos, pero los enfrentamientos violentos fueron más comunes en el último cuarto del siglo XIX, particularmente en el Viejo Oeste.

## Lista de Guerras Ferroviarias

### Guerra Ferroviaria del condado de Placer (1864)
Una de las primeras guerras ferroviarias en la historia del Viejo Oeste fue la Guerra Ferroviaria del Condado de Placer en California. En 1864 el Ferrocarril Sacramento  Valley y el Ferrocarril Central Pacific comenzaron a competir por la propiedad de una vía desde Ashland hasta un punto justo fuera de la estación de Auburn, que estaba en proceso de ser abandonada por el Ferrocarril de Sacramento, Placer y Nevada. Debido a que la compañía Sacramento Valley necesitaba rieles fabricados en Estados Unidos para usar en el Primer Ferrocarril Transcontinental, el abandono de la vía Sacramento, Placer y Nevada les dio la oportunidad de comprar rieles nuevos a bajo precio. Por el contrario, el Central Pacific estaba interesado en completar el camino a Auburn.
Para detener la destrucción de la vía por parte de la empresa del Sacramento Valley, Central Pacific convenció a un galés local llamado Griffith Griffith, propietario de una cantera de granito a lo largo de la carretera, para que lo demandara por amenazar su negocio. Griffith tuvo éxito y el 15 de junio de 1864 recibió una orden judicial para detener la destrucción de la vía. Sin embargo, la compañía de Sacramento Valley ignoró la orden y el 2 de julio comenzaron a desmontar la vía para usarla en otros lugares.
En respuesta, el alguacil del condado de Placer reunió a sus agentes y arrestó a algunos trabajadores ferroviarios en la estación de Auburn. Sin embargo el 9 de julio se reanudó el desmantelamiento de la vía por lo que los diputados intentaron detenerla nuevamente. Pero antes de que tuvieran éxito, llegó el juez de Lincoln y arrestó a los diputados por perturbar la paz. Cuando se enteró de esto, el alguacil del condado de Placer ordenó a los Auburn Greys, una milicia local que continuara donde lo habían dejado sus ayudantes. Durante el siguiente encuentro, la milicia abrió fuego contra una cuadrilla de trabajadores mientras retiraban las vías, Otros fueron arrestados y encarcelados. El camino era seguro por el momento pero, poco después la Corte Suprema de California se involucró y se puso del lado de Sacramento Valley. Ahora que la compañía del Sacramento Valley tenía permiso del estado para continuar con la desmantelacion de la vía, Central Pacific se vio obligada a construir su propia línea a Auburn, que se completó el 13 de mayo de 1865.

### Guerra del ferrocarril de Colorado
La Guerra del Ferrocarril de Colorado, también conocida como la Guerra del Ferrocarril de Royal Gorge, se libró a fines de la década de 1870 entre Ferrovía Atchison, Topeka y Santa Fe y la compañía más pequeña Ferrovía Denver and Rio Grande. En 1878, Atchison, Topeka y Santa Fe competían contra Denver y Rio Grande para poner la primera línea a través de Raton Pass. Ambos ferrocarriles tenían líneas extendidas hacia Trinidad, Colorado y el paso era el único acceso para continuar hacia Nuevo México. Hubo muchas maniobras legales e incluso amenazas de violencia entre bandas rivales de trabajadores ferroviarios. Para salir del estancamiento, Atchison, Topeka y Santa Fe contrataron a varios pistoleros locales en ][febrero]] de 1878. Ante esta amenaza, y al quedarse sin dinero, Denver y Rio Grande se vieron obligados a ceder el paso a sus rivales. La disputa inicial terminó sin que se disparara un solo tiro. Sin embargo, al año siguiente, una huelga de plata en Leadville devolvió la vida a la lucha.
Ahora ambos ferrocarriles competían para poner vías a lo largo del estrecho Royal Gorge. Denver and Rio Grande habían contratado sus propios pistoleros por lo que el Atchison, Topeka y Santa Fe decidieron reforzar sus fuerzas. El 20 de marzo de 1879, el ferrocarril contrató a Bat Masterson para formar un grupo de pistoleros. La fuerza de Masterson incluía luchadores tan famosos comoDoc Holliday,Ben Thompson,Dave RudabaughyMysterious Dave Mather, así como unas setenta personas más. Esta fuerza impresionante tuvo un gran éxito hasta principios de junio de 1879, pero, el 10 de junio el Cuarto Circuito Judicial del estado, con la concurrencia posterior de los tribunales federales falló a favor de Denver and Rio Grande, cambiando las cosas por completo. Con la ayuda de los alguaciles de los condados por los que pasaban los ferrocarriles, Denver and Rio Grande montaron un ataque contra las fuerzas de su rival. Hubo intensos combates en las guarniciones de Santa Fe en Colorado. Las guarniciones en Denver y Colorado Springs cayeron rápidamente. La sede de Masterson enPuebloresistió más tiempo, pero finalmente admitió la derrota. Más tarde, hubo algunas escaramuzas incruentas, pero la guerra había terminado esencialmente con Denver and Rio Grande en control de Royal Gorge.

### Guerra ferroviaria de Enid-Pond Creek
La Guerra ferroviaria de Enid-Pond Creek fue una disputa entre los ciudadanos de dos condados de Oklahoma y el Ferrovía Rock Island. A fines de la década de 1880, Rock Island construyó una línea en el Territorio Indio, ingresando cerca de Caldwell, Kansas y siguiendo el Camino Chisholm. Como parte de la infraestructura la compañía estableció estaciones de ferrocarril cerca de varias de las estaciones de diligencias existentes a lo largo del sendero. Dos de las estaciones Pond Creek, construida en Pond Stage Stand en Round Pond Creek, y Enid, construida en Skeleton Station cerca de la sede de Skeleton Ranch, se verían envueltas en una controversia entre el ferrocarril y el Departamento de Interior de Estados Unidos.
Los problemas comenzaron cuando el Departamento del Interior se dispuso a abrir elCherokee Outletal asentamiento. Con la esperanza de disminuir el problema de las guerras de asientos de condado un evento común en áreas recién colonizadas del Viejo Oeste, el Departamento del Interior dividió Cherokee Outlet en condados y les asignó asientos de condado. Pond Creek fue elegido como la sede del Condado "L" y Enid se convirtió en la sede del Condado "O". Tras el anuncio de los asientos de condado oficiales, varios ciudadanos cherokee comenzaron a reclamar asignaciones de tierras eligiendo sitios cerca de Pond Creek y Enid. Posteriormente, los funcionarios ferroviarios fueron acusados de conspirar con Cheroqui para especular sobre el desarrollo de la ciudad. En consecuencia los funcionarios del Departamento del Interior trasladaron los pueblos aprobados por el gobierno a diferentes lugares cercanos, creando efectivamente dos nuevos pueblos.
Una carrera de tierras abrió Cherokee Outlet en 1893 y los colonos, en su mayoría de Kansas ocuparon los cuatro sitios de la ciudad: ferrocarril Pond Creek, gobierno Pond Creek, ferrocarril Enid oNorth Enid, y gobierno Enid o South Enid. Rock Island respondió a la acción del gobierno negándose a detener los trenes en las ciudades gubernamentales. Inicialmente, los ciudadanos de ambas ciudades gubernamentales protestaron para que el ferrocarril les brindara el servicio y el gobierno territorial de Oklahoma y la Cámara de Representantes de los Estados Unidos los apoyaron. Sin embargo, el Senado de Estados Unidos se puso del lado del ferrocarril y se negó a actuar, Luego los funcionarios del gobierno informaron al Ferrocarril de Rock Island que tenían que proporcionar el servicio de correo a las dos ciudades del gobierno. La compañía de Rock Island respondió instalando una especie de gancho en sus trenes para recoger y entregar el correo sin tener que reducir la velocidad. Entonces, cuando las bolsas de correo se abrieron, los ciudadanos furiosos afirmaron que fue intencional. No mucho después la gente de Enid aprobó una ordenanza que establecía un límite de velocidad para los trenes que pasaban por la ciudad, pero el Ferrocarril de Rock Island la ignoró. Los ciudadanos de ambas ciudades gubernamentales comenzaron a intentar detener los trenes, colocando maniquíes en las vías y dejando vagones y escombros sobre los rieles. Pero cuando eso fracasó, los ciudadanos recurrieron a la violencia. En junio de 1894, la gente de Pond Creek destrozó unas cien yardas de vía férrea y descarrilo un tren de carga. En julio, los ciudadanos disparaban a los trenes que pasaban y colocaban bombas en las vías del tren. Más tarde ese mes, un grupo de asaltantes desconocidos aserraron parcialmente varios soportes de madera en el caballete cerca de Enid, lo que provocó la destrucción de otro tren de carga.
Para restaurar el orden, se enviaron hombres del Servicio de Alguaciles de los Estados Unidos y tropas del Ejército de Estados Unidos de Fort Reno y Fort Supply para patrullar el derecho de paso del ferrocarril. Aunque la violencia continuó. Finalmente el Senado de Estados Unidos decidió intervenir y el 8 de agosto de ese mismo año, el presidente Grover Cleveland firmó una ley que requería que los ferrocarriles: "establecieran y mantuvieran estaciones de pasajeros y depósitos de carga en o dentro de un cuarto de milla de los límites fronterizos de todas las sitios poblados establecidos con anterioridad al 8 de agosto, en dichos "Territorios”. Poco después el ferrocarril Pond Creek pasó a llamarseJeffersony se trasladó a un terreno más alto, El gobierno Pond Creek permaneció pero el Condado "L" finalmente pasó a llamarse Condado de Grant y el asiento se trasladó a Medford. Enid se convirtió en North Enid y el gobierno Enid o South Enid, se convirtió en la actual Enid, la sede del Condado de Garfield.

### Guerra ferroviaria de Deschutes
La Guerra del Ferrocarril de Deschutes comenzó en 1908 cuando dos compañías ferroviarias competidoras, Deschutes Railroad y Ferrovía Oregon Trunk, comenzaron a competir para construir una línea desde la desembocadura del río Deschutes a través del centro de Oregón. Deschutes Railroad, una subsidiaria de Union Pacific, era propiedad de E.H Harriman y Oregon Trunk era propiedad de James J. Hill.
Harriman fue el primero en comenzar la construcción y, después de inspeccionar el área, decidió que el lado este del río sería la mejor ruta. Poco después Hill comenzó a construir su propia línea en el lado occidental. Más tarde, sin embargo, en el cañón del Río Deschutes, las dos carreteras corrían una al lado de la otra o compartían los mismos rieles y terminales. Durante los años siguientes, hubo múltiples disputas legales para decidir qué empresa debería tener acceso exclusivo al cañón, pero los trabajadores ferroviarios fueron aún más lejos. Los equipos de construcción de la competencia a menudo explotaban los suministros del otro lado al encender sus almacenes de pólvora negra. También arrojaron rocas en los campamentos de abajo y participaron en pequeños tiroteos. Sin embargo, las bajas se mantuvieron leves y en 1912 los dos ferrocarriles operaban en líneas en su mayoría separadas, eliminando así la causa de la hostilidad.